# 施蓬海姆
施蓬海姆是德国莱茵兰-普法尔茨州的一个市镇。总面积14.35平方公里，总人口800人，其中男性404人，女性396人（2011年12月31日），人口密度56人/平方公里。